# Verkhni At-Uriakh
Verkhni At-Uriakh (en rus: Верхний Ат-Урях) és un poble (possiólok) de l'óblast de Magadan, a Rússia, que el 2019 no tenia cap habitant. Al cens rus de 2002 en tenia 61, i al cens rus de 1989 en tenia 1258.